# جايسون راي
جايسون راي (بالإنجليزية: Jason Rae)‏ هو سياسي أمريكي، ولد في 25 نوفمبر 1986 في رايز ليك في الولايات المتحدة. حزبياً، نشط في الحزب الديمقراطي.